# غاقة قزمة

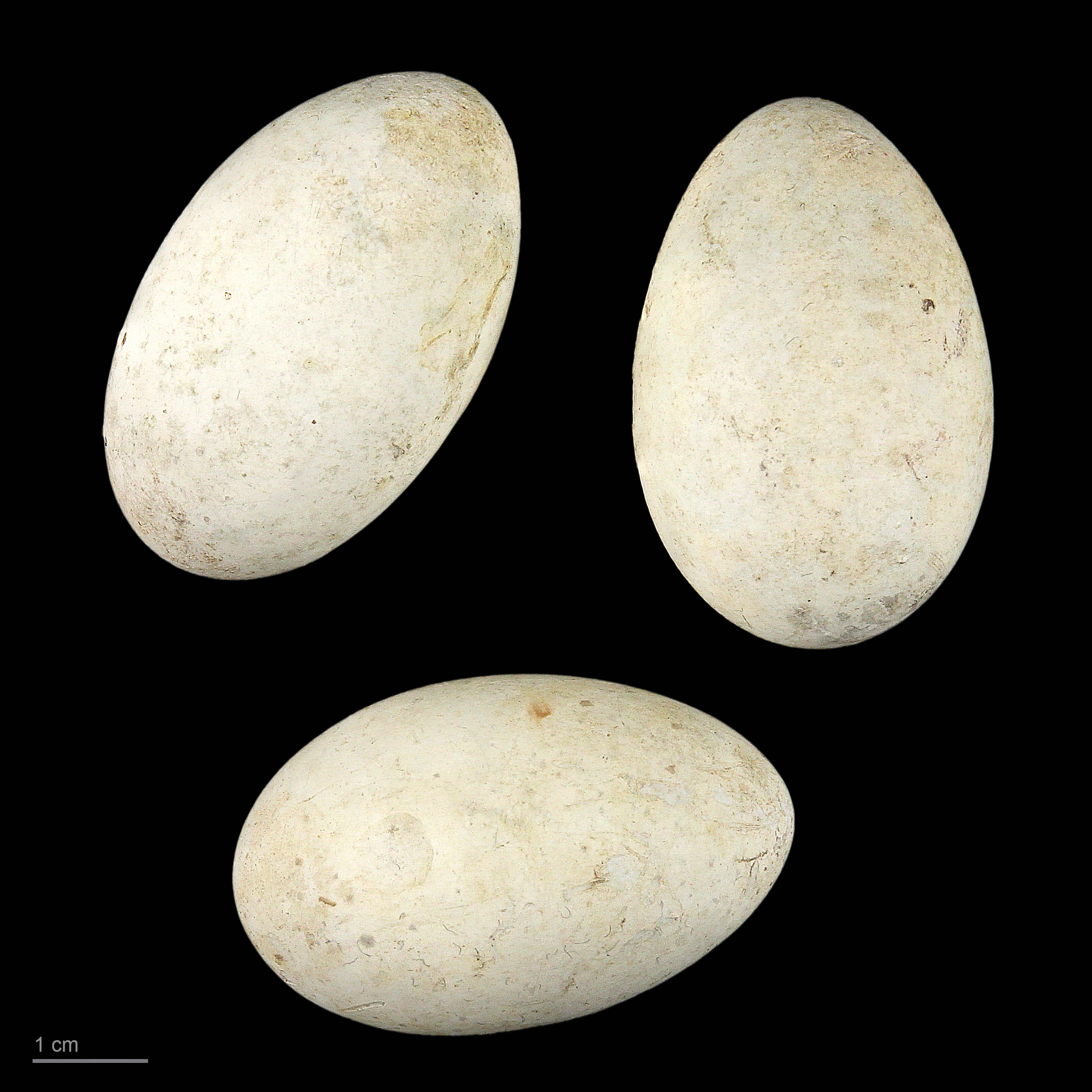
Microcarbo pygmeus

الغاقة القزم (الاسم العلمي: Phalacrocorax pygmeus) هو نوع من الطيور يتبع جنس الغاق من الفصيلة الغاقيات.
طوله 50 سم (60-62) ذو لون أسود مخضر ومبقع بالأبيض خلال الصيف ورأس بني محمر. المنقار أقصر من الخش المدوي. تتألف الحضنة من 2-4 بيوض، ويعشش وحيداً أو في مستعمرات مع غيره من أنواع البلشون. ويصنف بعض علماء الطيور هذا النوع في فصيلة Cochlearidae: التي لا تضم غيره، بينما طيور البلشون الأخرى تعتبر حقيقة.